# 메타 퀘스트 프로
메타 퀘스트 프로(Meta Quest Pro)는 메타 플랫폼스(구 페이스북)의 사업부인 리얼리티 랩스에서 개발한 혼합 현실(MR) 헤드셋이다.
2022년 10월 11일에 공개된 이 제품은 혼합 현실 및 가상 현실 애플리케이션용으로 설계된 고급 헤드셋으로 비즈니스 및 매니아 사용자를 대상으로 한다. 팬케이크 렌즈, MR용 고해상도 카메라, 통합 얼굴 및 눈 추적, 온보드 모션 추적 기능이 있는 업데이트된 컨트롤러를 활용하는 더 얇은 폼 팩터로 퀘스트 2와 차별화된다.
퀘스트 프로는 디스플레이와 컨트롤러를 칭찬하는 비평가들과 함께 엇갈린 평가를 받았지만 혼합 현실 카메라가 출시 당시 소프트웨어의 거친 외관과 제한된 유용성 및 높은 가격 때문에 비판했다.